# Usama az-Zanfali
Usama Kamil az-Zanfali (arab. أسامه كامل الزنفلي) – egipski zapaśnik walczący w stylu wolnym. Złoty medalista mistrzostw Afryki w 1984 roku.